# Ferenc Krausz
Ferenc Krausz (né le 17 mai 1962 à Mór, Hongrie) est un physicien austro-hongrois dont l'équipe de recherche a généré et mesuré le premier pulse de lumière attoseconde, et l'a utilisé pour capturer le mouvement des électrons à l'intérieur des atomes, marquant ainsi la naissance de la science attoseconde. 
Il est colauréat du prix Nobel de physique 2023, aux côtés d'Anne L'Huillier et de Pierre Agostini.

## Formation et carrière
Ferenc Krausz suit d'abord une formation universitaire à Budapest en génie électrique et en physique théorique. En 1985, il est diplômé de l'université de technologie et d'économie de Budapest en génie électrique. Il obtient en parallèle un diplôme en physique à la faculté de sciences de Budapest, l'ELTE TTK.
Il obtient ensuite son doctorat à l’université de Vienne en se spécialisant en physique des lasers, puis occupe plusieurs postes d'enseignement. 
En 1996 il est l'un des premiers lauréats du Prix Start. Il prend la direction de l'Institut Max-Planck d'optique quantique en Allemagne, en 2003, et il est également placé à la tête du département de physique expérimentale à l’université Louis-et-Maximilien de Munich en 2004.
Krausz Ferenc est membre étranger de l'académie des sciences de Russie.
À la suite de la réception de son prix Nobel, Krausz Ferenc a cependant annoncé donner le montant de son prix à l'association Science4people qu'il a lui-même fondée. L'association supporte notamment des communautés locales et des projets en Ukraine, face à l'oppression russe.